# Neoserica lucifuga
Neoserica lucifuga är en skalbaggsart som beskrevs av Brenske 1899. Neoserica lucifuga ingår i släktet Neoserica och familjen Melolonthidae. Inga underarter finns listade i Catalogue of Life.